# Г'єдрюс Матулевичюс
Г'єдрюс Матулевичюс (лит. Giedrius Matulevičius, нар. 5 березня 1997, Маріямполе) — литовський футболіст, півзахисник клубу «Жальгіріс» та національної збірної Литви. Виступав також за клуб «Судува». Триразовий чемпіон Литви, володар Кубка Литви та триразовий володар Суперкубка Литви.

## Клубна кар'єра
Г'єдрюс Матулевичюс народився 5 березня 1997 року в місті Маріямполе. Розпочав грати в команді «Судува» в 2013 році, пізніше грав у юнацьких командах клубів «Парма», «Ареццо», «Свитурус» (Маріямполе) і «Сампдорія». У 2017 році Матулевичюс повернувся до клубу «Судува», в якій цього разу став футболістом основного складу, та став у складі команди триразовим чемпіоном Литви, володарем Кубка Литви та триразовим володарем Суперкубка Литви.
У 2023 році футболіст грав у складі клубу «Хегельманн». З 2024 року Матулевичюс грає у складі вільнюського «Жальгіріса».

## Виступи за збірні
У 2013 році Г'єдрюс Матулевичюс дебютував у складі юнацької збірної Литви, загалом на юнацькому рівні взяв участь у 20 іграх, відзначившись 2 забитими голами.
Протягом 2017—2018 років Матулевичюс грав у складі молодіжної збірної Литви, на молодіжному рівні зіграв в 11 офіційних матчах, забив 1 гол.
У 2018 році Г'єдрюс Матулевичюс дебютував у складі національної збірної Литви. Станом на початок 2025 року зіграв у складі національної збірної 10 матчів, у яких візначився 1 забитим м'ячем.

## Титули і досягнення
- Чемпіон Литви (3):

«Судува»: 2017, 2018, 2019
- Володар Кубка Литви (1):

«Судува»: 2019
- Володар Суперкубка Литви (3):

«Судува»: 2018, 2019, 2022